# Miss Mundo 1962
Miss Mundo 1962 foi a 12ª edição do concurso de beleza feminino de Miss Mundo. O certame idealizado pelo gerente de vendas publicitárias da Mecca Leisure Group, Eric Douglas Morley, foi realizado no dia 8 de novembro de 1962. Tendo como palco o Lyceum Theatre, o concurso reuniu trinta e três (33) candidatas - quatro a menos que no ano anterior - de diferentes países. A vencedora do certame foi a representante da Holanda, Catharina Lodders, coroada por sua antecessora, a Miss Mundo 1961, Rosemarie Frankland.

## O Concurso

### Convites
Dos mais de cinquenta convites enviados por telegrama, incluindo Cuba e União Soviética, Eric Morley recebeu uma resposta positiva de quarenta países. O único país que estrearia naquele ano seria a República Dominicana. No Chile, Madagascar e Tunísia, não foram realizadas competições nacionais. No Ceilão, o concurso "Bela do Ano", cuja primeira edição foi realizada no ano anterior, foi cancelado e da Índia ele nunca recebeu uma resposta. Na Birmânia, um golpe de estado transformou o país em um estado socialista e os concursos de beleza foram proibidos. Naquele ano, a Nicarágua preferiu enviar sua rainha da beleza ao Miss Internacional e, no Peru, nenhuma representante foi selecionada.

### Alteração nas regras
Embora Eric Morley discordasse da inclusão de mulheres casadas em concursos de beleza, Jackie White, uma dona de casa de 20 anos de Derbyshire, esposa do analista financeiro da rua Mayfair, Adrian Jacobs e mãe de uma menina de dois anos chamada Tracie Jacobs, tornou-se a nova "Miss Reino Unido 1962" na terça-feira, 4 de setembro, na piscina ao ar livre em Blackpool, vencendo outras 35 candidatas. Jackie foi a única mulher casada que participou daquele ano no Miss Mundo e a última concorrente casada na história do mundialmente famoso evento de beleza. A partir desse ano, Morley mudou as regras oficiais e proibiu a participação de mulheres casadas no concurso. No entanto, devido a erro ou omissão, a participação de mães solteiras não era proibida no contrato de registro, questão que causou problemas ao organizador inglês doze anos depois.

### Primeiras baixas
Inicialmente, Morley esperava a participação de 40 participantes e enviou telegramas de confirmação aos países que ainda não haviam enviado o itinerário de voo de suas representantes. As primeiras baixas foram as candidatas do Líbano (Nouhad El Cabbabe), Federação da Rodésia e Niassalândia (Philda Ragland) e Taiti (Vaea Bennett), a segunda porque recebeu ofertas para fazer filmes. Por outro lado, o concurso de "Miss Suriname" foi realizado no final de outubro e a vencedora não teve tempo de preencher a documentação do visto, de modo que os organizadores decidiram que Virginia Blanche Hardjo participaria do concurso no ano seguinte (embora eles já tenham enviado fotos e dados pessoais que foram publicados no "Program Book" daquele ano).

### O retorno da Miss Jamaica
No início da manhã da sexta-feira, dia 2 de novembro de 1962, a jamaicana Chriss Leon, escolhida como Miss Jamaica ao Miss Mundo 1961 e que morava em Londres trabalhando como datilógrafo na época, foi ao "Waldorf Hotel", local do concurso. Quando ela se apresentou, os gerentes a procuraram na lista e, obviamente, seu nome não apareceu. Depois, explicou que havia chegado de barco um ano antes, mas sua acompanhante não havia permitido que ela desembarcasse para participar e que precisou voltar ao país. Morley estava esperando por uma representante da ilha caribenha, mas os dados da candidata nunca chegaram ao seu escritório e disse à mídia que "eles teriam que considerar se ela ainda era elegível para participar".
Quando questionada pela mídia, a jamaicana disse que quando o concurso estava para começar, escreveu para Eric Morley, diretor do concurso, e lembrou que ela não havia participado do ano passado. "Eu só queria lembrar o Sr. Morley e dizer que fiquei decepcionada", disse ela. "Nessa carta, perguntei se poderia ter um ingresso para participar do evento, apenas para que eu pudesse ver como teria sido." Mas, para sua completa surpresa, ela recebeu um telegrama pedindo que ligasse para o escritório do Sr. Morley. "Pedi uma folga ao meu chefe e ele concordou. Você pode imaginar minha surpresa quando vi o Sr. Morley e ele me perguntou se eu participaria do concurso", disse Chriss.

### Casa de apostas
As casas de apostas britânicas fizeram de Amedee Chabot, Miss Estados Unidos, e Monique Lemaire, Miss França, as grandes favoritas com 7-1 e 10-1, respectivamente, para o título de Miss Mundo. Mas uma entrada tardia - Ferial Karim, de 23 anos, da Índia - ameaçou trazer uma mudança nas probabilidades antes do início da noite final do concurso naquele dia. Os agenciadores de apostas fizeram suas classificações em fotografias que apareceram nos jornais.

### Noite final

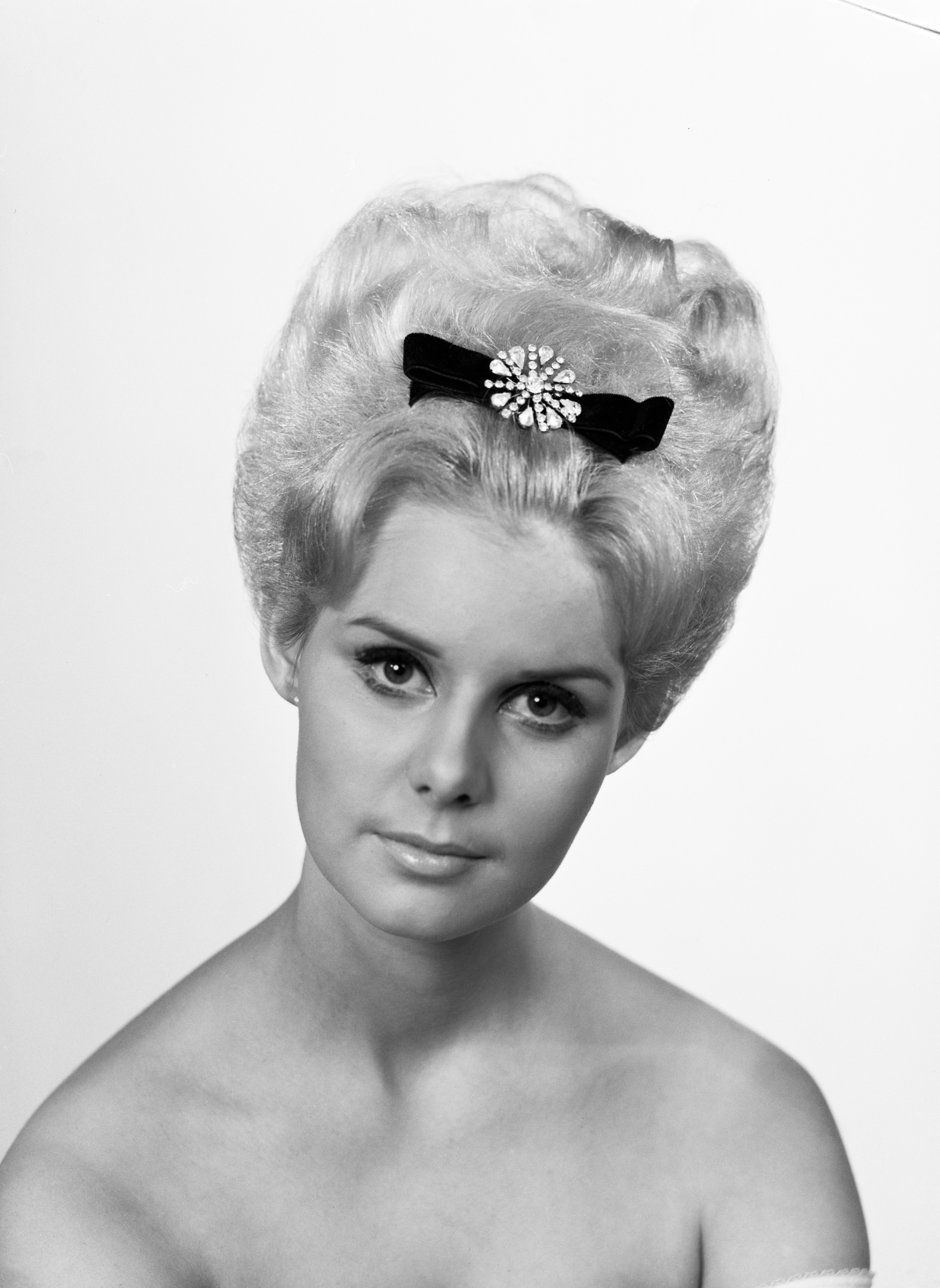
Miss Finlândia e Vice-Miss Mundo deste ano, Kaarina Leskinen.

O Mestre de cerimônias, Peter West, entrevistou brevemente as quinze semifinalistas com a ajuda de um intérprete para quem não falava inglês e perguntou às meninas sobre a estadia em Londres e seus planos para o futuro. As respostas foram muito diversas. Por exemplo, a candidata da Bélgica disse que queria estudar Psicologia; Miss Israel esperava se tornar uma boa mãe; Miss Reino Unido queria abrir uma boutique própria; A senhorita do Uruguai, que estudava medicina, queria simplesmente terminar seus estudos. A transmissão do concurso pela BBC começou às 9h30 da noite e durou 45 minutos de transmissão ininterrupta, com comentários para a televisão de David Coleman, com alguns segmentos pré-gravados e foi ao vivo e direto durante o anúncio das 8 finalistas (este ano, foram oito finalistas devido a um empate na sétima posição). As oito sortudas foram da Bélgica, Dinamarca, Finlândia, França, Holanda, Japão, África do Sul e Estados Unidos.
Depois que os juízes emitiram seu veredicto final, Eric Morley começou a anunciar os resultados, como de costume, em ordem inversa, começando com o quinto lugar, enquanto as oito finalistas aguardavam a decisão nos bastidores. O palco giratório se moveu lentamente até aparecer uma escada que levava a um trono de ouro. Em quinto lugar, com um prêmio de £ 100, estava a Miss Japão, Teruko Ikeda; na quarta posição e com £ 150, Miss África do Sul, Yvonne Maryann Ficker; em terceiro lugar, Miss França, Monique Lemaire com um prêmio de £ 250; em segundo lugar, Miss Finlândia, Kaarina Marita Leskinen, que ganhou 500 libras esterlinas. Todas as finalistas receberam pequenos troféus na forma de um globo e as duas primeiras sucessoras também obtiveram pequenas tiaras. A japonesa, que havia conquistado o quinto lugar, também usava uma tiara na cabeça, mas esse era um ornamento pessoal que ela usava desde seu primeiro desfile.
E a nova Miss Mundo é... Miss Holanda, Catharina "Rina" Johanna Lodders, que aparentemente era a favorita sentimental do público, uma morena de olhos verdes e cabelos castanho escuro, uma modelo profissional, com 1,80m de altura e medidas anatômicas 37-23-37, que subiu as escadas, sentou-se no trono enquanto sua antecessora colocava sobre seus ombros um manto de veludo violeta bordado em arminho. Catharina foi coroada por sua antecessora, a britânica Rosemarie Frankland e recebeu o cetro e o troféu de Bob Hope. Recebeu como prêmio, além de sua coroa, troféu, cetro e capa, um cheque de 2.500 libras esterlinas (cerca de US$ 7.000 na época) dados por Alan B. Fairley, de Mecca Dancing, além de um teste de filme da Columbia Pictures.

### Repercussão da vitória
Nem todas as meninas ficaram felizes com os resultados. A Miss Itália deixou o teatro quando soube que foi eliminada. Posteriormente, o baile de coroação foi realizado no "Café de Paris", onde Eric Morley entregou os prêmios ao sexto lugar (Miss Bélgica com 50 libras esterlinas), ao sétimo lugar (Miss Dinamarca com 25 libras) e ao oitavo (Miss Estados Unidos, também com 25 libras esterlinas).
Causou muita surpresa nos jornalistas que a garota americana, que era a grande favorita, não conseguiu um lugar entre as cinco primeiras colocadas. Seu coordenador, Alfred Patricelli, lamentou sua colocação final. "Em 30 anos no negócio de concursos de beleza, esta Miss EUA tem a melhor combinação de beleza, rosto e figura - uma das melhores que eu já vi." Patricelli disse que sua maior reclamação é que ela não ficou entre as cinco primeiras. Ele disse acreditar que a razão é que os juízes, que incluíram Bob Hope, não tiveram tempo suficiente para estudar as meninas.
A americana estava chorando enquanto observava jornalistas e fotógrafos andando em volta da campeã. "Acho que a melhor garota sempre vence", disse ela. "Não tenho queixas. Eu tive uma ótima experiência enquanto eu estava aqui. Vou voltar para a escola. Depois disso, vou me concentrar em uma carreira de atriz." Com lágrimas nos olhos, ela disse a outro repórter: "Foi uma competição honesta, atravessou meu coração. Toda garota que participou era bela". Perguntada se ela tentaria novamente, ela respondeu: "Não, definitivamente não. A coisa toda é muito estressante mas vou voltar para o ensino médio". Ela disse que estava encantada por ter participado, pois sempre queria ver a Inglaterra.
Bob Hope decidiu que, em vez da vencedora, ele convidaria a Miss Estados Unidos desta vez para a habitual turnê de Natal visitando as tropas, desta vez nas bases americanas no Oceano Pacífico. Ficou claro quem era a favorito dele. Outro juiz, o Barão Boothby, disse que votou na Miss Holanda e na Miss França. Três das candidatas foram entrevistadas após o concurso e nenhuma admitiu querer o título. A Miss Venezuela disse que queria viajar. "Se eu tivesse vencido, teria usado o dinheiro com isso. Eu não queria uma carreira no cinema." Miss Reino Unido disse que, se tivesse vencido, teria usado sua fama na obtenção de um emprego com o qual pudesse ganhar muito dinheiro. E Miss Equador confessou que, se tivesse vencido, daria todo o seu dinheiro ao pai, de quem era secretária.

### A Campeã

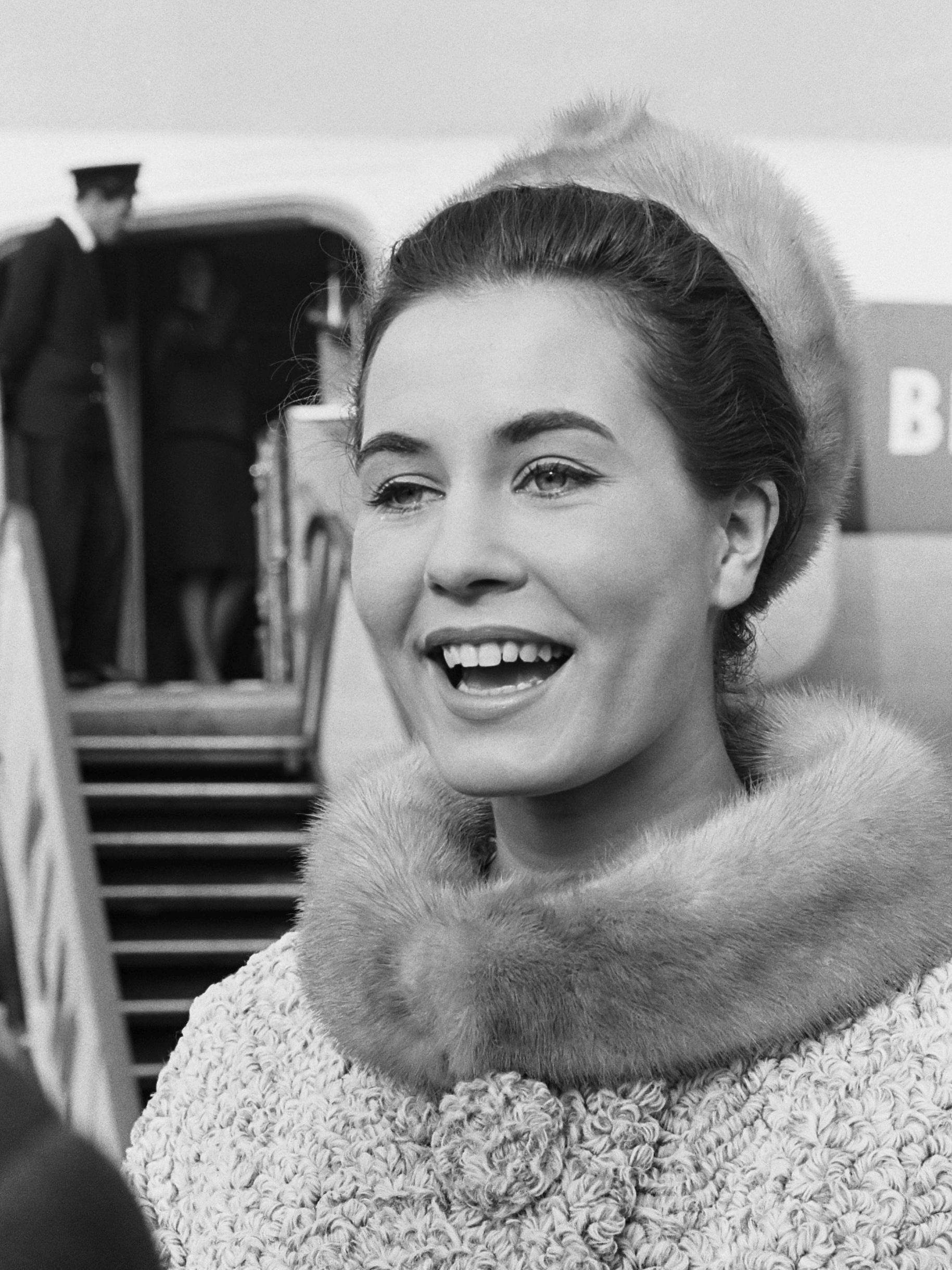
A vencedora do título deste ano, a Miss Holanda Catharina Lodders.

Catharina "Rina" Johanna Lodders nasceu em 28 de janeiro de 1942 em Haarlem, na Holanda. Seu pai, Kees, era inspetor da KLM e sua mãe, Tiny, era dona de casa. Ela tem um irmão chamado Kees, assim como seu pai. "Rina" era uma modelo profissional apaixonada por golfe e dirigia carros esportivos velozes. Depois de obter o título, ela levou os pais de férias para Nova York. Ela estava noiva do dono de uma garagem em Amsterdã, que se orgulhava de ter sido reconhecida a beleza de sua namorada. Quinze dias depois de ganhar a coroa, Catharina começou a viajar bastante, visitou quase todos os países da Europa Ocidental, foi para as Filipinas, Hong Kong, Austrália, Nova Zelândia, Fiji e Estados Unidos, entre outros.
Ao retornar de uma de suas viagens, ela descobriu que seu namorado Hans Elsinga estava namorando outra garota. Depois de uma cena de ciúmes, o homem a empurrou para fora do carro e a arrastou por vários metros enquanto o vestido dela estava preso na porta do veículo. O incidente interrompeu o noivado e eles só se viram novamente no tribunal. Em janeiro de 1963, durante uma viagem a Manila, ela conheceu Ernest Evans, mais conhecido como "Chubby Checker" (cantor que inventou a dança do Twist e, portanto, era chamado de "Rei do Twist"), que tinha 22 anos. Em novembro de 1963, Catharina retornou a Londres para coroar sua sucessora. "Eu não acredito", disse ela à mídia, "que ter obtido o título de Miss Mundo me mudou. Eu não gosto de mudar. Tudo que eu quero é ser eu mesma." 
Em 12 de dezembro de 1963, Lodders aceitou a proposta de casamento de Chubby Checker na casa de seus pais, uma mansão de 18 quartos e avaliada em mais de US$ 75.000 na Filadélfia. A mãe de Chubby, a senhora Ertie Evans, inicialmente não concordou com o relacionamento. Eles finalmente se casaram em 12 de abril de 1964 na Igreja Luterana do Templo em Pennsauken, Nova Jérsei, em uma cerimônia privada para 200 convidados. O padrinho era o irmão de Chubby, Tracy Evans e a madrinha, prima de Catharina, Rineke Stennberg. Após o casamento, o casal foi morar em uma casa luxuosa em Paoli, Pensilvânia. Em 8 de dezembro de 1966, nasceu sua primeira filha, Bianca Johanna Evans. Mais tarde, o casal teve mais dois filhos.
Atualmente, Rina vive em Malvern, Pensilvânia, continua feliz e casada. Hoje, como Srª Evans, aconselha as meninas que querem viver o sonho de ser Miss Mundo: "Não deixe o título ir para sua cabeça. Quando o ano do reinado terminar, você poderá acordar no dia seguinte e descobrir que se tornou novamente uma garota comum". Com referência à sua experiência em 1962, ela disse que tinha sido um ótimo ano em que ganhou muito dinheiro. "Expandiu meu círculo social, caso contrário, suponho que nunca teria conhecido meu marido." 

## Resultados
| Posição                 | País e Candidata |
| Vencedora               | - Holanda - Catharina Lodders |
| 2º. Lugar               | - Finlândia - Kaarina Leskinen |
| 3º. Lugar               | - França - Monique Lemaire |
| 4º. Lugar               | - África do Sul - Yvonne Ficker |
| 5º. Lugar               | - Japão - Teruko Ikeda |
| 6º. Lugar               | - Bélgica - Christine Delit |
| 7º. Lugar               | - Dinamarca - Rikke Stisager |
| 8º. Lugar               | - Estados Unidos - Amadee Chabot |
| (TOP 15) Semifinalistas | - Argentina - Amalia Ramírez - Índia - Ferial Karim - Israel - Ilana Porat - Jamaica - Chriss Leon - Reino Unido - Jackie White - Uruguai - María Berisso - Venezuela - Bethsabé De Jesús |

     Colocação não-oficial, revelada posteriormente ao final do evento.

## Jurados
Ajudaram a definir a campeã:
1. Richard Todd, ator;
2. Barão Robert Boothby, político;
3. Lady Margaret Simons-Kimberley, atriz e socialite;
4. Jenifer Armstrong-Jones, esposa do major Ronald Armstrong-Jones;
5. Charles Eade, jornalista e membro do conselho do Commonwealth Press Union;
6. Lord John Jacob Astor VI, dono do The Times of London;
7. Gracie Fields, atriz, cantora e comediante;
8. Leslie McDonnell, escritor escocês.
9. Bob Hope, ator e comediante;

## Candidatas
Disputaram o título este ano:
| - África do Sul - Yvonne Maryann Ficker - Alemanha - Anita Steffen - Argentina - María Amalia Ramírez - Áustria - Inge Jaklin - Bélgica - Christine Delit - Brasil - Vera Lúcia Saba - Canadá - Marlene Leeson - China - Roxsana L. S. Chiang - Chipre - Magda Michaelides - Coreia do Sul - Chung Tae-ja - Dinamarca - Rikke Stisager | - Equador - Elaine Nina Ortega Hougen - Espanha - Conchita Roig Urpi - Estados Unidos - Amadee Chabot - Finlândia - Kaarina Marita Leskinen - França - Monique Lemaire - Grécia - Giasmine Moraitou - Holanda - Catharina Lodders - Índia - Ferial Karim - Irlanda - Muriel O'Hanlon - Islândia - Rannveig Olafsdóttir - Israel - Ilana Porat | - Itália - Rafaella de Carolis - Jamaica - Chriss Leon - Japão - Teruko Ikeda - Jordânia - Leila Emile Khadder - Luxemburgo - Brita Gerson - Nova Zelândia - Maureen Waaka - Portugal - Palmira Ferreira - Reino Unido - Jackie White - Suécia - Daga Margaretha Malin - Uruguai - María Noel Genovese Berisso - Venezuela - Bethsabé De Jesús Franco Blanco |

## Histórico

### Desistências
- Bolívia - Rose Marie Lederer Aguilera
- Líbano - Nouhad El Cabbabe
- Paraguai - Maria Isabel Maas Uhl
- República Dominicana - Carolina Nouel
- Rodésia e Niassalândia - Philda Ragland
- Suriname - Virginia Blanche Hardjo
- Taiti - Vaea Bennett
- Turquia - Zeynep Ziyal